# Kurssystem (Börse)
Ein Kurssystem ist ein System (Programm), das Börsenkurse anzeigt bzw. liefert. Die Kurse können dabei in Echtzeit (unverzögert) oder verzögert geliefert werden. Bei einer unverzögerten Lieferung der Daten spricht man von einem Echtzeit-Kurssystem (auch Realtime-Kurssystem).

## Beschreibung
Ein Kurssystem bietet i. d. R. eine grafische Benutzeroberfläche mit Kurslisten, in denen die Kursdaten mehrerer Wertpapiere angezeigt werden, dies beinhaltet z. B. u. a. den Namen, Wertpapierkennnummer und andere Identifikationsdaten (z. B. die ISIN), den letzten Kurs mit zugehörigem Umsatz, den Tagesumsatz, die Geld- und Briefkurse mit zugehörigen Volumina und die Zeit. Zusätzlich können wertpapierrelevante Nachrichten, Charts und die Markttiefe angezeigt werden. Teilweise sind Funktionalitäten eines Handelssystems integriert, so dass man auch über das Kurssystem handeln kann.
Darüber hinaus bieten viele Kurssysteme die Möglichkeit, dass andere Programme auf die Daten zugreifen können, klassisches Beispiel ist eine Excel-Tabelle, die über das DDE-Protokoll selbstaktualisierende Kursdaten anzeigen kann.